# Dominic Frontiere
Dominic Frontiere (New Haven, 17 giugno 1931 – Tesuque Pueblo, 21 dicembre 2017) è stato un compositore statunitense di colonne sonore cinematografiche e televisive.

## Biografia
Proveniente da una famiglia di musicisti, all'età di 12 anni si esibì come solista alla Carnegie Hall. Fu campione mondiale di fisarmonica e musicista jazz e formò un sestetto con Jack Marshall alla chitarra.
Nell'ambito dei Golden Globe 1981 ha vinto il Golden Globe per la migliore colonna sonora originale per Professione pericolo,  si è aggiudicato i premi Emmy per le colonne sonore delle serie TV The Outer Limits, The Flying Nun e La pattuglia del deserto.
È stato il settimo marito di Violet Frances Irwin, più nota come Georgia Frontiere, proprietaria e azionista di maggioranza dei Los Angeles/St. Louis Rams ma il matrimonio è naufragato dopo un guaio legale che ha visto protagonista Frontiere per una truffa riguardante i biglietti del Super Bowl per la quale è stato condannato a un anno e un giorno di carcere.

## Filmografia

### Cinema
- I sette ladri (Seven Thieves), regia di Henry Hathaway (1960)
- Un piede nell'inferno (One Foot in Hell), regia di James B. Clark (1960)
- Carosello matrimoniale (The Marriage-Go-Round), regia di Walter Lang (1961)
- Il "dritto" di Hollywood (The Right Approach), regia di David Butler (1961)
- L'isola della violenza (Hero's Island), regia di Leslie Stevens (1962)
- I guai di papà (A Global Affair), regia di Jack Arnold (1964)
- Billie, regia di Don Weis (1965)
- Incubus, regia di Leslie Stevens (1966)
- Impiccalo più in alto (Hang 'Em High), regia di Ted Post (1968)
- Massacre Harbor, regia di John Peyser (1968)
- Papà... abbaia piano! (Popi), regia di Arthur Miller (1969)
- Number One, regia di Tom Gries (1969)
- Chisum, regia di Andrew V. McLaglen (1970)
- Barquero, regia di Gordon Douglas (1970)
- Una faccia di c... (Hammersmith Is Out), regia di Peter Ustinov (1972)
- Prenotazione annullata (Cancel My Reservation), regia di Paul Bogart (1972)
- Quel maledetto colpo al Rio Grande Express (The Train Robbers), regia di Burt Kennedy (1973)
- A Name for Devil, regia di Bernard Girard (1973)
- Una strana coppia di sbirri (Freebie and the Bean), regia di Richard Rush (1974)
- Ispettore Brannigan, la morte segue la tua ombra (Brannigan), regia di Douglas Hickox (1975)
- Operazione casinò d'oro (Cleopatra Jones and the Casino of Gold), regia di Charles Bail (1975)
- La corsa più pazza del mondo (The Gumball Rally), regia di Charles Bail (1976)
- Pipe Dreams, regia di Stephen Verona (1976)
- I violenti di Borrow Street (Defiance), regia di John Flynn (1980)
- Professione pericolo (The Stunt Man), regia di Richard Rush (1980)
- Gelosissimamente... tuo (Modern Problems), regia di Ken Shapiro (1981)
- Aviator - Amore tra le nuvole (The Aviator), regia di George Trumbull Miller (1985)
- Brutal Glory, regia di Koos Roets (1989)
- Il colore della notte (Color of Night), regia di Richard Rush (1994)
- Behind the Badge, regia di Sigmund Neufeld Jr. (2002)

#### Televisione
- The Outer Limits (1963-1964)
- Branded (1965-1966)
- Twelve O'Clock High (1964-1967)
- Gli invasori (The Invaders) (1967)
- The Flying Nun (1967)
- Pattuglia del deserto (The Rat Patrol) (1966-1967)
- Iron Horse (1966-1968)
- Quella strana ragazza (That Girl) (1967-1968)
- Reporter alla ribalta (The Name of the Game) (1968-1969)
- Search (1972-1973)
- Washington: Behind Closed Doors (1977)
- Vega$ (1978-1979)
- Non andate a dormire (Don't Go to Sleep) (1982)
- Matt Houston (1982-1983)
- Palomino, regia di Michael Miller - film TV (1991)